# Север и Юг (роман, 1855)
«Север и Юг» (англ. «North and South») — роман викторианской писательницы Элизабет Гаскелл, впервые опубликованный в виде книги в 1855 году. Изначально роман издавался в двадцати двух частях в период с сентября 1854 года по январь 1855 года в журнале Чарльза Диккенса «Домашнее чтение». Название романа отражает главную его тему: сильный контраст между деловой, динамичной жизнью в английском индустриальном городе на севере страны и размеренной жизнью на юге.
Книга представляет собой социальный роман, в котором идёт повествование о трудностях жизни на промышленном Севере Англии XIX века от лица приезжей леди с Юга. Главная героиня, Маргарет Хейл — дочь англиканского священника, который решил отказаться от своей должности и переселиться в индустриальный город Милтон. Выдуманное место под названием Милтон было срисовано с Манчестера, в котором жила Элизабет Гаскелл, будучи женой пастора унитарианской общины. Писательница сама работала среди бедняков и не понаслышке знала о тягостном положении населения в промышленных районах.
Резкая смена места жительства угнетает Маргарет, но она находит друзей среди простых рабочих и вступает в конфликт с их хозяином-фабрикантом, Джоном Торнтоном, который является другом и учеником отца Маргарет. Однажды, когда рабочие фабрик подняли мятеж, Маргарет попыталась защитить Торнтона от нападения. После этого случая Джон приходит к ней с предложением руки и сердца, признаваясь в любви. Но Маргарет отказывает ему, считая, что он делает это из чувства долга. Позже Торнтон видит Маргарет с её родным братом-беглецом, которого он принимает за её кавалера. Это ещё сильнее отдаляет Торнтона от девушки. В свою очередь Маргарет начинает лучше узнавать Джона Торнтона благодаря новым обстоятельствам и видит его теперь в ином свете. В конце концов они воссоединяются.

## Сюжет
Маргарет Хейл вместе с семьей вынуждена переехать в северный городок Милтон. Это решение принял отец семейства, мистер Хейл, отказавшись от сана священника из-за своих религиозных сомнений. Прежде мистер и миссис Хейл жили в провинциальном южном местечке под названием Хелстон. Сама Маргарет пробыла там не долго, так как в основном воспитывалась у своей богатой тети Шоу, и росла рядом с кузиной Эдит, пока та не вышла замуж за капитана Леннокса. В день, когда Маргарет узнает о том, что ей необходимо ехать на север, мистер Генри Леннокс наносит свой визит и делает Маргарет предложение, но девушка отвергает его, потому что не любит, хотя они всегда были друзьями.

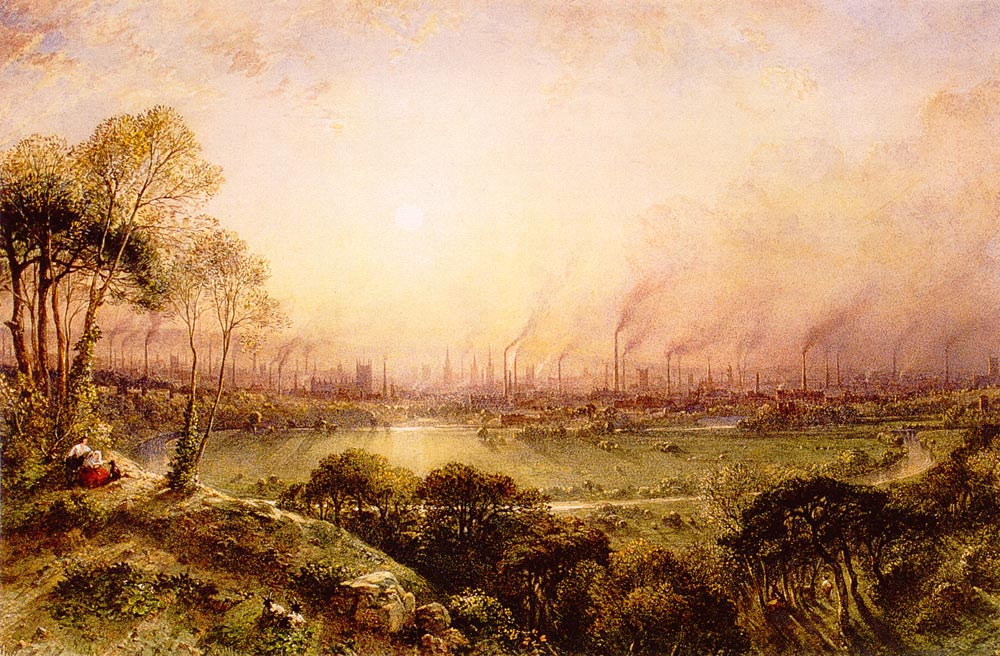
Вид на Манчестер, картина Уильяма Вайлда, 1857 год. Город называли «Хлопко-полисом» (от слова «мегаполис») за счёт огромного количества фабрик по производству хлопка

Маргарет вместе с отцом и матерью приезжают в Милтон, несмотря на то, что у миссис Хейл проблемы со здоровьем, а в городе сильная загазованность воздуха. Мистер Хейл начинает работать частным учителем, и одним из его любимых учеников становится выдающийся промышленник, мистер Торнтон. Каждый раз, когда мистер Торнтон остается на чай у Хейлов, между ним и Маргарет завязывается спор на тему отношений хозяев с рабочими, их права бастовать, а также на тему различий Хелстона и Милтона (севера и юга). Торнтон предстаёт перед Маргарет как бессердечный и жестокий хозяин фабрики, тогда как она видится ему высокомерной и слишком гордой, хотя по негласным правилам Милтона, семьи со скромным достатком не должны вести себя надменно. Однако Маргарет сочувствует Торнтону, когда узнает, что его отец сделал неразумное вложение, покончив с собой и отставив после себя большие долги, за которые теперь расплачивается его сын.
Тем временем Маргарет всё больше привыкает к жизни в Милтоне, обретая друга в лице мистера Николаса Хиггинса, фабричного работника, и его дочери Бесси, которой как и Маргарет, 18 или 19 лет. Бесси очень больна и умирает из-за того, что с раннего возраста работает на фабриках. Маргарет старается посещать эту семью как можно чаще, но заболевает её собственная мать и визиты Маргарет к Хиггинсам становятся редкостью. В дом Хейлов вызывают доктора, который прогнозирует скорую смерть миссис Хейл.
Хотя мистер Торнтон уговаривает свою мать посетить Хейлов, она их недолюбливает и не желает видеть. Но в дом Торнтонов приходит сама Маргарет, чтобы одолжить водный матрас для своей больной матери по совету врача. Однако в это же время рабочие фабрик подняли мятеж, так как после продолжительной забастовки Торнтон отказался увеличить их зарплаты, а вместо этого привёз новую более дешёвую рабочую силу из Ирландии. Бунтовщики ворвались за ограду дома Торнтонов, но ни полиции, ни солдат рядом не оказалось, поэтому, чтобы защитить Джона от нападения, Маргарет упрашивает его выйти к народу, поговорить и успокоить его. Торнтон так и делает, но Маргарет понимает, что кто-то из толпы может бросить в него камнем и бросается на шею Джона, чтобы прикрыть его от удара. Камень попадает в Маргарет. В конце концов появляются солдаты и разгоняют бунтовщиков.

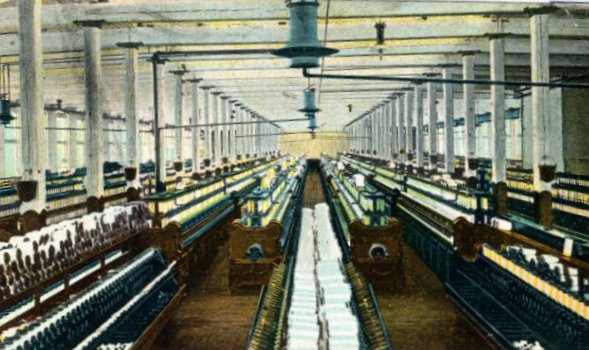
Интерьер хлопкопрядильной фабрики, 1909 год

Торнтон считает, что Маргарет серьёзно ранена и осознает, что его чувства к ней всё ещё сильны. Но рана оказывается не опасной, и девушка возвращается домой. Мистер Торнтон знает, что Маргарет не любит его, но всё же приезжает на следующее утро и делает ей предложение, которое Маргарет отвергает. Из-за этого миссис Торнтон начинает ненавидеть её ещё сильней. Но когда миссис Хейл умирает, то просит миссис Торнтон присмотреть за Маргарет. Но миссис Торнтон обещает лишь, что постарается предостеречь Маргарет от возможных ошибок на жизненном пути.
Фредерик, брат Маргарет, который объявлен в розыск из-за участия в бунте на корабле, тайно приезжает в Милтон, чтобы повидать свою мать перед её смертью. Когда Маргарет провожает его обратно на поезд до Лондона, мистер Торнтон видит их и думает, что это возлюбленный Маргарет. Ко всему прочему, на вокзале оказывается Леонардс, который служил некогда моряком вместе с Фредериком, но не являлся участником бунта. Он хочет поймать беглеца и сдать его в руки полиции с целью получения вознаграждения. Леонардс начинает задираться, но Фредерик толкает его, Леонардс падает, а беглец прыгает в поезд и уезжает. Всю эту сцену наблюдал мистер Торнтон. Когда к Маргарет пришла полиция с расспросами об этом происшествии, она солгала, сказав что её не было на вокзале в тот день. Леонардс умер несколько дней спустя. Торнтон является мировым судьёй, и он знает о том, кто виноват в несчастном случае, однако закрывает это дело за недостатком улик. Маргарет чувствует, что потеряла уважение в глазах Джона, но не может объяснить свои действия, так как покрывает брата. Между тем она осознает, что влюблена в Торнтона.
Умирает Бесси, и после увольнения Николас вновь получает работу у Торнтона. Последний прекращает посещать уроки мистера Хейла, объясняя это загруженностью делами на фабрике. В это время к семье Хейлов приезжает погостить мистер Белл, арендодатель мистера Торнтона и старый приятель мистера Хейла. Позже мистер Хейл поедет к Беллу в Оксфорд, и внезапно умрёт там. Тетя Шоу и капитан Леннокс предлагают Маргарет поехать в Лондон, где её ожидает обеспеченная жизнь рядом с изнеженной кузиной. Мистер Белл, который обещал заботиться о Маргарет как о родной дочери, предлагает ей отправиться домой, в Хелстон, что они и делают. Маргарет понимает, что Хелстон уже никогда не станет таким, каким она его помнила. Мистер Белл вскоре умирает и оставляет Маргарет всё своё состояние, включая собственность в Милтоне.
Тем временем у Торнтона дела идут из рук вон плохо. Он отказывается участвовать в рискованном предприятии своего зятя и становится банкротом. Фабрика закрывается и мистер Торнтон отправляется к адвокату, мистеру Ленноксу, чтобы обсудить своё положение. Мистер Торнтон узнаёт от Николаса Хиггинса, что Маргарет защищала своего брата, который сейчас скрывается в Испании с молодой женой. Маргарет предлагает мистеру Торнтону свои деньги, чтобы тот продолжил руководить фабрикой, изо всех сил стараясь, чтобы ее слова прозвучали как обычное деловое предложение, но он понимает что их чувства взаимны. 

## История написания
Изначально роман планировалось напечатать в журнале «Домашнее чтение», поэтому он был написан особенным образом, подходящим для еженедельных публикаций, то есть разделён на главы конкретного объёма. Это делалось для того, чтобы постоянно подогревать интерес читателей. Но несмотря на то, что Гаскелл отказывалась следовать, казалось бы, таким весьма несложным условиям, издатели решили оставить всё как есть, за исключением одного. Они вставили в текст дополнительные отрывки и несколько новых глав.

## Персонажи

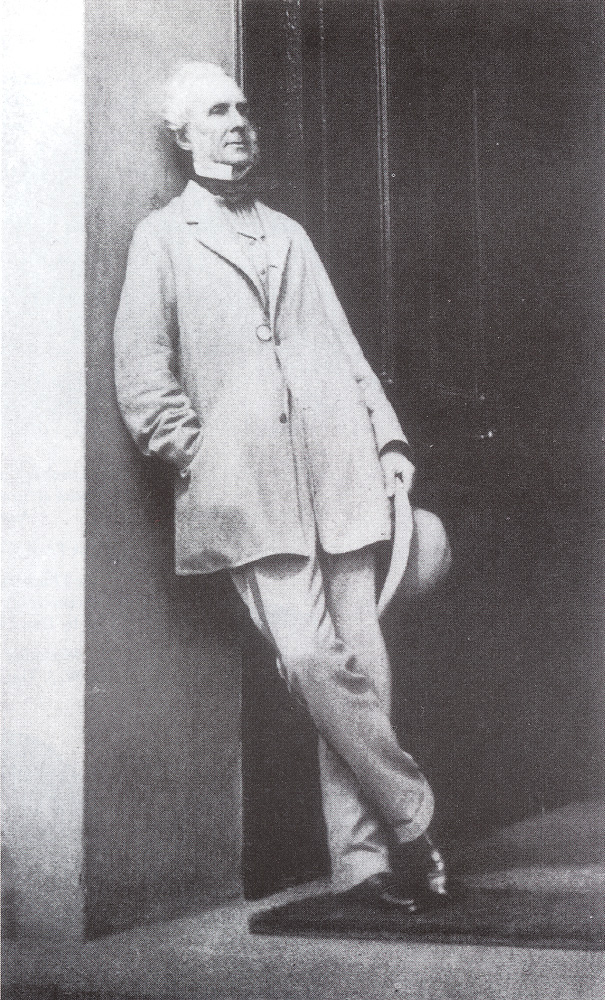
Уильям Стивенсон, отец Элизабет Гаскелл, является прототипом мистера Хейла

- Мисс Маргарет Хейл — главная героиня, дочь бывшего священника
- Мистер Джон Торнтон — владелец местной фабрики, ученик отца Маргарет и её возлюбленный
- Николас Хиггинс — рабочий на фабрике, с которым дружна Маргарет. У него есть две дочери — Бесси и Мэри
- Миссис Торнтон — мать Джона, которая недолюбливает Маргарет
- Бесси — дочь Николаса Хигинса, которая страдает от смертельного недуга из-за работы на фабрике
- Мистер Ричард Хейл — отец Маргарет, диссидент, который покинул свой пост викария в Хелстоне чтобы работать частным учителем в Милтоне
- Миссис Мария Хейл — мать Маргарет, женщина из уважаемой лондонской семьи
- Диксон — служанка в семье Хейл, преданная миссис Хейл женщина
- Мистер Белл — старый друг мистера Хейла, крестный Маргарет и её брата
- Миссис Шоу — тетя Маргарет, мать Эдит и сестра миссис Хейл
- Эдит — двоюродная сестра Маргарет, жена капитана Леннокса
- Мистер Генри Леннокс — молодой адвокат, брат капитана Леннокса. Маргарет отказывается стать его женой в начале романа
- Фредерик Хейл — старший брат Маргарет, временно проживающий в Испании. Он был участником бунта на корабле во время служения во флоте

## Экранизации
Телекомпания «Би-би-си» выпустила два телевизионных сериала по роману Гаскелл: 1975 года, в котором снялись Розалинда Шэнкс в роли Маргарет и Патрик Стюарт в роли Джона Торнтона; и 2004 года, в котором снялись Даниела Денби-Эш и Ричард Армитидж.

## Интересные факты
- Первоначально название романа звучало как «Маргарет Хейл», по имени его главной героини. Однако издатели настояли на том, чтобы изменить название на «Север и Юг».
- Роман «Север и Юг» часто сравнивают с романом «Шерли» Шарлотты Бронте, с которой Элизабет Гаскелл вела оживлённую переписку. Социальная тематика роднит «Север и Юг» с более ранним произведением Гаскелл «Мэри Бартон».